# Keir Starmer
Sir Keir Rodney Starmer (ur. 2 września 1962 w Londynie) – brytyjski prawnik i polityk, członek Izby Gmin, od 2020 lider Partii Pracy, od 2024 premier Wielkiej Brytanii.

## Życiorys
Urodził się w centralnej londyńskiej dzielnicy Southwark jako jedno z czwórki dzieci pielęgniarki i ślusarza. Imię otrzymał po XIX- i XX-wiecznym labourzystowskim członku Izby Gmin i pierwszym przewodniczącym Partii Pracy, związkowcu Keirze Hardiem. Dorastał w mieście Oxted. W 1985 roku ukończył prawo na Uniwersytecie w Leeds, po czym ukończył studia podyplomowe w St Edmund Hall na Uniwersytecie Oksfordzkim. Był pierwszym członkiem swojej rodziny, który otrzymał wykształcenie wyższe.
Jako prawnik zrobił karierę zdobywając uwagę mediów i szereg nagród. Specjalizował się w prawach człowieka i prawie publicznym. W 2002 roku otrzymał tytuł radcy królowej (ang. Queen’s Counsel, QC). Zajmował się m.in. karą śmierci na Karaibach, w Ugandzie, Kenii i Malawi. W latach 2008–2013 pełnił funkcję Dyrektora Oskarżeń Publicznych (ang. Director of Public Prosecutions). W 2014 roku za zasługi na polu prawa i sprawiedliwości kryminalnej został mianowany komandorem Orderu Łaźni uzyskując prawo używania tytułu honorowego sir przed nazwiskiem.
Po raz pierwszy wszedł do Izby Gmin w wyborach powszechnych w 2015 roku z londyńskiego okręgu wyborczego Holborn and St Pancras, gdzie jako kandydat Partii był następcą ustępującego posła z tego okręgu, labourzysty Franka Dobsona. Ponownie wybierany z tego samego okręgu w 2017 oraz w 2019 roku.
18 września 2015 roku wszedł do gabinetu cieni Jeremy’ego Corbyna jako cień ministra stanu ds. imigracji; ustąpił z tego stanowiska 27 czerwca 2016 roku protestując, podobnie jak grupa innych labourzystów, przeciwko przywództwu Corbyna w partii. 6 października tego samego roku wszedł ponownie do gabinetu cieni jako cień sekretarza stanu ds. Brexitu.
Na początku 2020 roku był liderem sondażu YouGov na następcę rezygnującego Jeremy’ego Corbyna. 4 kwietnia 2020 roku został wybrany na nowego przewodniczącego Partii, w ostatniej fazie już w pierwszej turze pokonując dwie ostatnie kontrkandydatki, posłanki Rebeccę Long-Bailey i Lisę Nandy.
W maju 2022 r. brytyjska policja ogłosiła wszczęcie śledztwa w sprawie domniemanego naruszenia przepisów sanitarnych obowiązujących w 2021 r. podczas pandemii COVID-19 w Wielkiej Brytanii, śledztwo objęło również Starmera. W lipcu 2022 został oczyszczony z zarzutów.
5 lipca 2024, po wyborach parlamentarnych wygranych przez Partię Pracy, otrzymał z rąk króla Karola III misję stworzenia gabinetu. Został 58. premierem w historii kraju oraz trzecim premierem za czasów panowania Karola III.

## Życie prywatne
W 2007 roku ożenił się z prawniczką Victorią. Przodkowie Victorii są żydowskiego pochodzenia i mają polskie korzenie. Mają dwoje dzieci, córkę i syna.
Jest peskatarianinem, a jego żona wegetarianką. W jednym z wywiadów przyznał, że dał swoim dzieciom możliwość jedzenia mięsa, dopiero kiedy skończyły 10 lat. 
Deklaruje się jako ateista.